# Bryum ekstamii
Bryum ekstamii är en bladmossart som beskrevs av Savicz-ljubitskaya 1966. Bryum ekstamii ingår i släktet bryummossor, och familjen Bryaceae. Inga underarter finns listade i Catalogue of Life.